# Bruskebo naturreservat
Bruskebo naturreservat är ett naturreservat i Heby kommun i Uppsala län.
Området är naturskyddat sedan 2004 och är 56 hektar stort. Reservatet består av gammal barrskog.